# Wióry

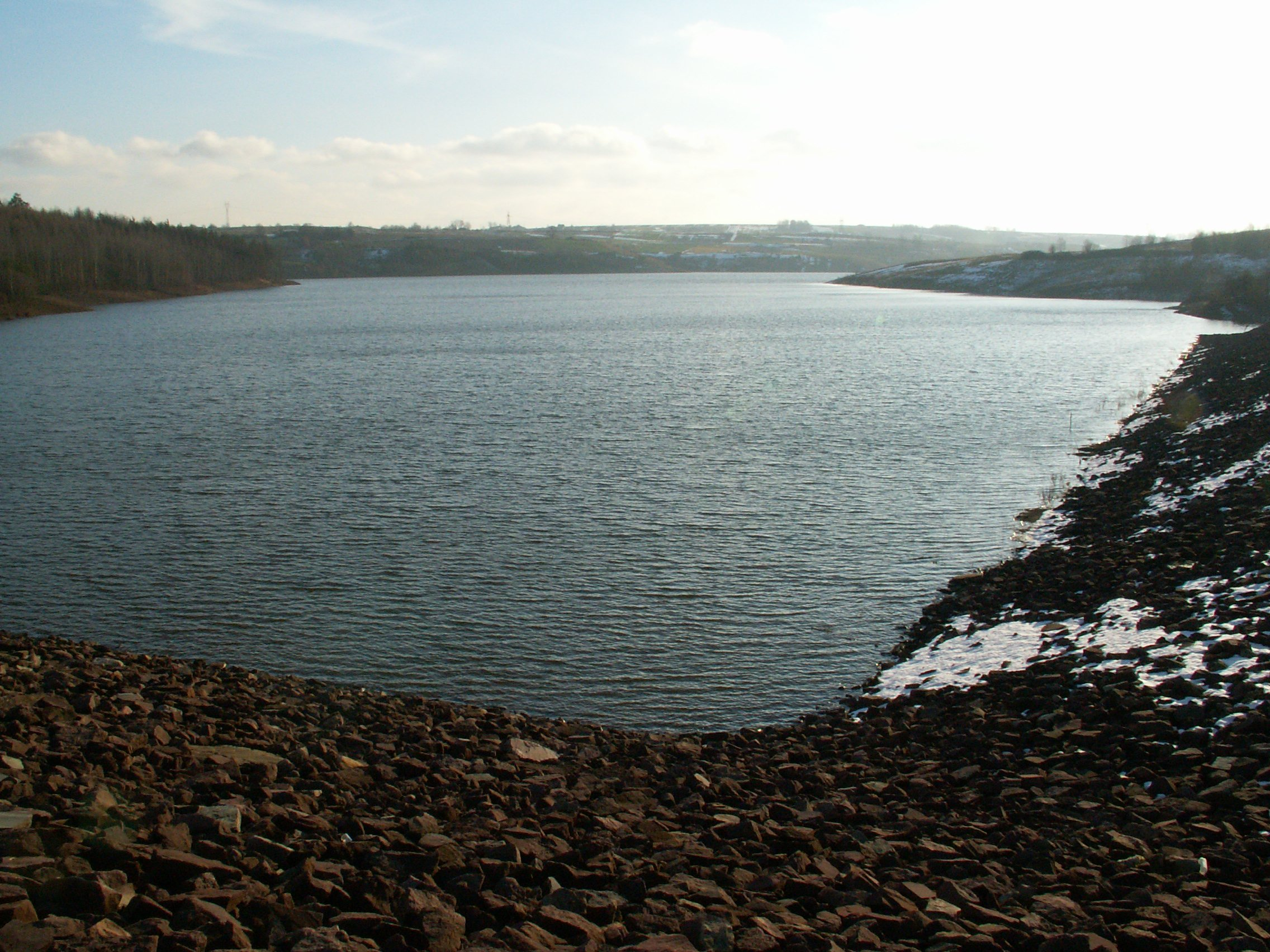
Zbiornik Wióry

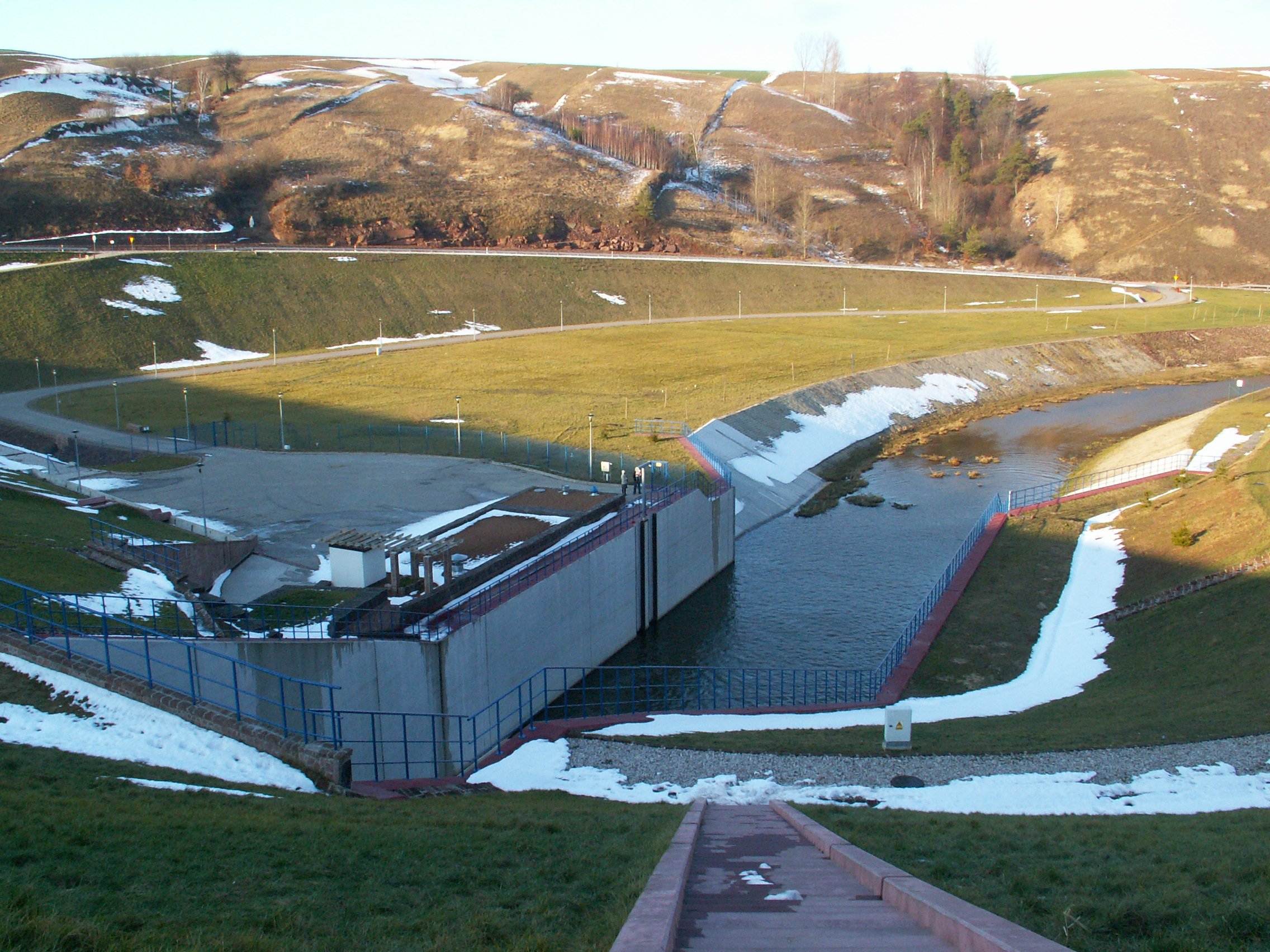
Zbiornik Wióry

Wióry – zbiornik retencyjny na rzece Świślinie, w Górach Świętokrzyskich.

## Charakterystyka
Zbiornik jest położony na terenie trzech gmin: Pawłów, Kunów oraz Waśniów.
Zapora o wysokości 21 m znajduje się kilka km powyżej miejscowości Doły Biskupie. Budowę zbiornika rozpoczęto w 1980 r., a ukończono w 2005 r. W trakcie budowy zbiornika zostało zlikwidowanych 101 gospodarstw, 3 młyny wodne oraz 2 szkoły. Wycięto także 8,7 ha sadów i 40 ha lasów. Na jego terenie wcześniej eksploatowano czerwone i brunatne skały osadowe wczesnego triasu (pstry piaskowiec). Koszt budowy zbiornika szacowany jest na około 300 milionów zł.
Zbiornik ma tak zwaną pojemność martwą wynoszącą około 43% całkowitej jego pojemności. Przeznaczona jest na pomieszczenie wszelkich osadów zarówno naniesionych przez rzekę jak i powstałych w wyniku procesów erozyjnych występujących na terenach bezpośrednio otaczających nieckę zbiornika.

## Funkcje zbiornika
- ochrona przeciwpowodziowa
- zapewnienie przepływu nienaruszalnego w rzece
- energetyczna
- turystyczna

Powierzchnia zbiornika jest blisko dwa razy większa od położonego niedaleko Jeziora Brodzkiego na rzece Kamiennej i obecnie wspólnie z nim stanowi Zespół Zbiorników Wodnych Brody Iłżeckie-Wióry. Czasza zbiornika rozciąga się wzdłuż rzek:· Świśliny – na długości około 8 km, Pokrzywianki – na długości około 7,2 km. W warunkach normalnej eksploatacji średnia szerokość zbiornika wynosi około 300 m, a maksymalna w rejonie połączenia obu rzek – około 800 m.

## Historia
- 1977 - 1979 - opracowywanie założeń techniczno ekonomicznych dla zbiornika Wióry
- 28 maja 1979 - zatwierdzenie założeń techniczno ekonomicznych
- wiosna 1980 - rozpoczęcie inwestycji na podstawie uchwały Rady Ministrów
- listopad 1980 - wstrzymanie inwestycji na podstawie uchwały Rady Ministrów
- 18 września 1983 - zmiana wstrzymanej inwestycji na zaniechaną
- 28 września 1984 - zmiana zaniechanej inwestycji na wstrzymaną po przejęciu jej przez Ministra Ochrony Środowiska i Zasobów Naturalnych
- 1985 - 1986 - aktualizacja założeń techniczno ekonomicznych po zmianie przepisów i wznowienie budowy
- 1988 - zawarcie umowy na generalnego wykonawcę z firmą Przedsiębiorstwo Budownictwa Inżynieryjnego i Mostowego „ENERGOPOL” Katowice
- 1993 - wstrzymanie inwestycji z powodu braku środków
- 1999 - opracowanie nowych zasad gospodarki wodnej w celu zmiany funkcji zbiornika na przeciwpowodziową
- 10 marca 2000 - zmiana funkcji zbiornika na przeciwpowodziową - wznowienie budowy
- 25 lipca 2001 - zniszczenie zapory ziemnej stanowiącej pierwszy element ziemnej części późniejszej zapory Wióry w wyniku powodzi spowodowanych ulewnymi deszczami powoduje zalania znacznych obszarów wiejskich i Ostrowca Świętokrzyskiego (straty poszkodowanych oszacowano na ówczesne 10 mln zł; woda sięgała do dachów domów, stojących do tej pory zawsze poza zasięgiem fal powodziowych; poważnie uszkodziła też zabytkowy Witulin)
- 9 kwietnia 2002 - powołanie zespołu do spraw budowy zbiornika wodnego „Wióry” - intensyfikacja robót budowlanych
- 20 maja 2005 - próbne spiętrzenie wody i oficjalne otwarcie zbiornika
- 1 października 2007 - ponowne oficjalne otwarcie, z udziałem  Przemysława Gosiewskiego

### Dane techniczne
| Pojemność zbiornika | Pojemność zbiornika |
| ------------------- | ------------------- |
| całkowita           | 35 000 000 m³       |
| użytkowa            | 1 000 000 m³        |
| przeciwpowodziowa   | 19 000 000 m³       |

| Poziom piętrzenia | Poziom piętrzenia | Poziom piętrzenia | Poziom piętrzenia | Poziom piętrzenia |
| Poziom            | Wysokość          | Powierzchnia      | Pojemność         | Średnia głębokość |
| ----------------- | ----------------- | ----------------- | ----------------- | ----------------- |
| maksymalny        | 214,8 m n.p.m.    | 408 ha            | 35 000 000 m³     | 8,58 m            |
| normalny          | 208,9 m n.p.m.    | 257 ha            | 16 000 000 m³     | 6,45 m            |
| minimalny         | 208,5 m n.p.m.    | 248 ha            | 15 000 000 m³     | 6,05 m            |

| Powierzchnia                    | Powierzchnia |
| ------------------------------- | ------------ |
| zbiornik                        | 415 ha       |
| strefa przejściowa (min./maks.) | ~ 300 ha     |

## Skamieniałości
Na terenie zbiornika znaleziono skamieniałości zwierząt. Najwięcej z nich należało do płazów tarczogłowych (m.in. kapitozaurów, w tym cyklotozaurów, a także do trematozaurów).